# Florea Martinovici
Florea Martinovici (* 19. April 1940; † 16. Juni 2011) war ein rumänischer Fußballspieler.

## Sportlicher Werdegang
Martinovici begann seine Karriere bei Jiul Petroșani, für den Klub spielte er Anfang der 1960er Jahre sowohl in Divizia A als auch Divizia B. Im April 1967 avancierte er zum Auswahlspieler in der rumänischen Nationalmannschaft, für die er bei seinem Debüt beim 7:0-Erfolg über Zypern im Rahmen der Qualifikation zur Europameisterschaft 1968 neben dem drei Mal erfolgreichen Emil Dumitru, dem Doppeltorschützen Ion Ionescu und Mircea Lucescu sein erstes und einziges Länderspieltor erzielte. Im Sommer des Jahres wechselte er innerhalb der höchsten Spielklasse zu CS Universitatea Craiova, während seiner Zeit dort bestritt er im Herbst 1968 sein zweites und letztes Länderspiel beim 2:0-Erfolg über die Schweiz anlässlich der Qualifikation für die Weltmeisterschaftsendrunde 1970. Größter Erfolg in der Meisterschaft war das Erreichen des vierten Tabellenplatzes in der Spielzeit 1969/70, der die Qualifikation für den Europapokal nach sich zog. Im Messestädte-Pokal 1970/71 schied er jedoch mit der Mannschaft bereits in der ersten Runde gegen den ungarischen Klub Pécsi Dózsa SC aus dem Wettbewerb aus. 1972 verließ er den Verein nach fünf Spielzeiten.